# 蘭菲站
蘭菲站（英語：Renfrew Station）是加拿大卑詩省溫哥華一座架空列車千禧線車站，為運輸聯線收費架構中一號收費區的其中一個車站。此站位於溫市東北部格蘭維公路和蘭菲街的交界處以北，於2002年8月31日開幕。

## 車站設計

### 樓層
| T | 側式月台 | 側式月台                                             |
| T | 1號月台  | 千禧線往溫哥華社區學院－克拉克站（金馬素－百老匯站） |
| T | 2號月台  | 千禧線往拉法基湖－道格拉斯站（魯拔站）               |
| T | 側式月台 |                                                      |
| S | 地面     | 出入口、自動售票機、驗票閘門                         |

## 接駁交通
下列巴士線駛經蘭菲站：
| 巴士站編號 | 服務路線                   |
| ---------- | -------------------------- |
| 1          | 16號巴士，往29街站方向     |
| 2          | 巴士                       |
| 3          | 16號巴士，往阿標特斯街方向 |

## 外部連結
- 维基共享资源上的相關多媒體資源：蘭菲站